# Amintas de Heraclea
Amintas de Heraclea (en griego antiguo Ἀμύντας/Amýntas) fue un matemático y filósofo del siglo IV a. C., originario de Heraclea Póntica, discípulo de Platón. 
Es citado por Diógenes Laercio en el capítulo sobre Platón, en el que dice que fue acusado de plagiar a Epicarmo: «Platón se sirvió del poeta cómico Epicarmo, del cual copió muchas cosas, como dice Alcimo de Sicilia en los cuatro libros de su obra Contra Amintas». 